# فريدريك راندولف سبنسر
فريدريك راندولف سبنسر (بالإنجليزية: Frederick R. Spencer)‏ هو رسام أمريكي، ولد في 7 يونيو 1806 في Lennox ‏، وتوفي في 3 أبريل 1875 في وامبسفيل في الولايات المتحدة.